# La Lune et le Téton
Pour plus de détails, voir Fiche technique et Distribution.
La Lune et le Téton (titre original : La teta y la luna) est un film franco-espagnol en catalan réalisé par Bigas Luna, sorti en 1994.

## Synopsis
Tete, petit garçon attristé par la venue d'un petit frère l'éloignant de sa mère, se réfugie dans une passion soudaine pour la très belle Estrellita, de passage dans son village pour jouer le spectacle qu'elle donne avec son mari français à travers le pays. Mais le petit garçon n'est pas le seul à aimer Estrellita, et les passions de se déchaîner, avec douceur et violence, sur fond de rêves éveillés sous le regard d'une Lune complice.

## Fiche technique
- Titre original : La teta y la luna
- Titre français : La Lune et le Téton
- Réalisation : Bigas Luna
- Scénario : Bigas Luna et Cuca Canals
- Photographie : José Luis Alcaine
- Montage : Carmen Frías
- Musique : Nicola Piovani
- Pays d'origine :  Espagne |  France
- Date de sortie : 1994

## Distribution
- Biel Duran : Tete
- Mathilda May : La Gabacha - Estrellita
- Gérard Darmon : El Gabacho - Maurice
- Miguel Poveda : El Charnego - Miquel
- Abel Folk : El Padre
- Laura Mañá : La Madre
- Javier Bardem : El Tercer Romano - Benito González